# Neuhausen (Enzkreis)
Neuhausen település Németországban, azon belül Baden-Württembergben. Lakosainak száma 5281 fő (2023. december 31.). Neuhausen Bad Liebenzell, Unterreichenbach, Pforzheim, Tiefenbronn és Weil der Stadt községekkel határos.

## Népesség
A település népessége az elmúlt években az alábbi módon változott:
| Lakosok száma | 3377 | 5203 | 5244 | 5203 | 5217 | 5309 | 5281 |
|               | 1975 | 2014 | 2017 | 2019 | 2021 | 2022 | 2023 |